# Olivier Cauwenbergh
Olivier Cauwenbergh (Mechelen, 15 maart 1987) is een Belgisch kajakker. 

## Levensloop
Cauwenbergh werd op zijn achtste lid van Cano Club Mechelen. In 2005 pakte hij een zilveren medaille op de sprint wildwater op het EK voor junioren. Op het WK vlakwater datzelfde jaar behaalde hij samen met Kevin De Bont een bronzen medaille op de K2 1000m. 
Het seizoen 2005-'06 werd zijn eerste met een profcontract van Bloso. In dat seizoen werd hij samen met De Bont 8e op de 200m en 15de op 500m op de Wereldkampioenschappen. Het seizoen erna begon Cauwenbergh ook individueel aan wedstrijden deel te nemen. Hij werd 14e op de 200m en 22e op de 500m op het WK. In 2008 kon hij zich individueel niet plaatsen voor de Olympische Spelen. Zijn vaste partner Kevin De Bont kon zich wel met Bob Maesen plaatsen voor de K2. Cauwenbergh werd in het seizoen 2008-2009 17e op het EK op de 500m en 12e op datzelfde nummer op het EK voor 23-jarigen.
In het seizoen 2009-2010 pakte hij samen met Bob Maesen op de 1000m voor het eerst als Belgisch team een WB overwinning in het kajak. Het duo werd daarnaast 4e op de 1000m op de Europese Kampioenschappen. Op het WK werd het duo dat jaar zevende. Ook werd hij samen met Maxime Richard in 2009 Europees kampioen op de 1000m en vice-Europees kampioen op de 500m bij de 23-jarigen. Op de Wereldkampioenschappen later dat jaar wonnen ze de B-finale en werden zo 10de in de eindstand op de 1000m.
Sinds 2011 vormt Cauwenbergh een duo met Laurens Pannecoucke. Hun samenwerking leverde op de WB-westrijd in het Poolse Poznań tweemaal zilver op, met name op de 1000 en 500 meter. In augustus 2011 voeren ze samen het wereldkampioenschap in het Hongaarse Szeged in K2 1000m en behaalden zij meteen de 4e plaats. Dit zorgde voor hun olympische kwalificatie voor de  Spelen van 2012 te Londen. In het voorjaar 2012 haalden ze tevens de kwalificatiecriteria om deel te nemen aan de K2 200m op de Olympische spelen in Londen. Het duo behaalde er een 12e plaats op de 200m en een 10de plaats op de 1000m.
In 2013 werden Pannecoucke en Cauwenbergh zesde op het WK te Duisburg. Op het EK van dat jaar in het Portugese Montemor-o-Velho werden ze negende. Op de WB-manche in het Poolse Poznan behaalden ze twee vierde plaatsen op respectievelijk de 500 en de 1000 meter. In 2014 en 2015 werden ze op het WK telkens verwezen naar de B-finale.
Hij combineerde zijn sportcarrière met een opleiding Interactieve Multimedia Design aan de Lessius Hogeschool Mechelen.

## Belangrijkste resultaten
| Jaar     | Olympische Spelen        | WK Vlakwater           | WB Vlakwater                             | EK Vlakwater                   | WK Wildwater                                                      | EK Wildwater                               |
| Junioren | Junioren                 | Junioren               | Junioren                                 | Junioren                       | Junioren                                                          | Junioren                                   |
| -------- | ------------------------ | ---------------------- | ---------------------------------------- | ------------------------------ | ----------------------------------------------------------------- | ------------------------------------------ |
| 2003     |                          |                        |                                          |                                | ploegenkoers klassiek                                             | ploegenkoers klassiek                      |
| 2004     |                          |                        |                                          |                                | ploegenkoers klassiek · individueel klassiek · individueel sprint | ploegenkoers klassiek · individueel sprint |
| 2005     |                          |                        |                                          |                                | ploegenkoers klassiek                                             | ploegenkoers klassiek · individueel sprint |
| 2009     |                          |                        |                                          | K2 1000m (U23) · K2 500m (U23) |                                                                   |                                            |
| Senioren |                          |                        |                                          |                                |                                                                   |                                            |
| 2009     |                          | 7e K2 1000m            | K2 1000m (Racice)                        | 4e K2 1000m                    |                                                                   |                                            |
| 2010     |                          | 10e K2 1000m           | K2 1000m (Duisburg)                      |                                |                                                                   |                                            |
| 2011     |                          | 4e K2 1000m            | K2 1000m (Poznan) · K2 500m (Duisburg)   |                                |                                                                   |                                            |
| 2012     | 10e K2 1000m 12e K2 200m |                        |                                          |                                |                                                                   |                                            |
| 2013     |                          | 6e K2 1000m (Duisburg) | 4e K2 1000m (Poznan) 4e K2 500m (Poznan) | 9e K2 1000m (Montemor-o-Velho) |                                                                   |                                            |